# Улица Колка Кесаева
Улица Колка Кесаева — улица в городе Владикавказ, республика Северная Осетия-Алания, РФ. Находится в Затеречном муниципальном округе между улицами Соломона Таутиева и Гугкаева. Начинается от улицы Соломона Таутиева.
Улицу Колка Кесаева пересекают улицы Островская, Весёлая, Генерала Хетагурова, Кольбуса, Слесаревская, Калинина и Зои Космодемьянской.
Названа именем революционного деятеля, кермениста Николая (Колка) Кесаева.
Улица сформировалась в середине XIX века. Впервые отмечена как «Владимирская улица» на плане города Владикавказа «Карты Кавказского края», которая издавалась в 60-70-е годы XIX столетия. Упоминается под этим же названием в Перечне улиц, площадей и переулков от 1925 года.
15 ноября 1933 года Владимирская улица была переименована в улицу Колка Кесаева.
Во Владикавказе также существует одноимённая улица, названная в честь Героя Советского Союза Астана Кесаева (бывшая — Садовая улица, переименована в 1977 году), в связи с чем улица Колка Кесаева имеет неофициальное название «Старая (Старое) Кесаева».